# Celofisoïdeus
Els celofisoïdeus foren el grup de dinosaures teròpodes més abundant durant el Triàsic superior i el Juràssic inferior. Arribaren a colonitzar, probablement, tots els continents. Eren criatures gràcils de petita i mitjana mida (d'un a sis metres de longitud), amb un cap allargat sobre el qual se situaven dues delicades crestes longitudinals. Els celofisoïdeus presentaven colls i cues llargs.
Alguns dels gèneres més coneguts inclouen Coelophysis, Liliensternus, i possiblement Dilophosaurus.

## Taxonomia
- Superfamília Coelophysoidea
  - ?Dolichosuchus
  - ?Gojirasaurus
  - ?Liliensternus
  - ?Lophostropheus
  - ?Sarcosaurus
  - Família Coelophysidae
    - Camposaurus
    - Podokesaurus
    - Procompsognathus
    - ?Pterospondylus
    - Segisaurus
    - Subfamília Coelophysinae
      - Coelophysis
      - Megapnosaurus

  - ?Família Halticosauridae
    - ?Subfamília Halticosaurinae
      - ?Halticosaurus